# Elsaß-Lothringische C 14
Die Fahrzeuge der Gattung C 14 waren Güterzuglokomotiven der Reichseisenbahnen in Elsaß-Lothringen. Sie lief später unter der Bezeichnung G 1.

## Beschreibung
Die in Österreich gebauten Maschinen besaßen einen Außenrahmen, waagerechte Zylinder, einen Kessel der Bauart Crampton, eine innenliegende Allan-Steuerung, hallsche Kurbeln und einen auffallend großen Dampfdom. In den Jahren 1889, 1890 und 1893 wurden die Kessel erneuert und waren dann auf einen Überdruck von 10 kp/m² ausgelegt. Die Lokomotiven erhielten Schlepptender der Bauart 3 T 10.